# Женщины де Сада
«Женщины де Сада» (англ. Femmes de Sade) — американский эксплуатационный порнофильм жанра Rape and revenge 1976 года, снятый Алексом де Ренци.

## Сюжет
В фильме показаны параллельные Приключения Рокки де Сада (Кен Тернер) и Джони (Джон Лесли). Рокки — бывший заключённый ростом 2,1 метра, терроризирующий проституток Сан-Франциско, а Джонни — работник секс-шопа с безумными сексуальными фантазиями. Истории двух персонажей встречаются в последней сцене, костюмированной секс-вечеринке. На вечеринке Рокки приковывают к полу, где на него мочатся и испражняются проститутки в отместку за его обращение с ними.

## В ролях
- Кен Тернер — Рокки де Сад
- Джон Лесли — Джонни
- Саманта Морган
- Лесли Бови — проститутка / девушка из машинного отделения
- Эбигейл Клейтон — Эллен
- Аннетт Хейвен — проститутка
- Джонни Кийес — парень на вечеринке
- Кикко — девушка-китаянка
- Жустина Линн — девушка на вечеринке
- Турк Лион — парень из машинного отделения
- Мими Морган — Мардж / пациент
- Тайлер Рейнольдс — парень из машинного отделения
- Кандида Ройэлл — девушка на вечеринке
- Джои Силвера — Джо
- Моника Старр — Ройс
- Шэрон Торпе — проститутка
- Дезри Уэст — девушка на вечеринке
- Линда Вонг — девушка-китаянка
- Старр Вуд — девушка на вечеринке

## Награды
В 1988 году фильм одним из первых был введён в Зал славы XRCO.